# Воздушный полимер типа А
Воздушный полимер типа А — ультразвуковое контрастное средство. Одобрено для применения Управлением по контролю качества пищевых продуктов и лекарственных средств США в 2019 году

## Механизм действия
Эхогенное контрастное вещество. Состав: воздушный полимер типа А (гидроксиэтилцеллюлоза), глицерин, вода.

## Показания
Соногистеросальпингография для определения проходимости фаллопиевых труб при бесплодии.

## Противопоказания
- Беременность
- инфекции нижнего отдела репродуктивной системы
- вагинальное кровотечение[англ.]
- неоплазии нижнего отдела репродуктивной системы
- гинекологические процедуры в течение последних 30 дней